# Jakob Stefansson
Jens Jakob Stefansson, folkbokförd Steffansson, född 20 april 1972 i Stockholm, är en svensk skådespelare. 
Jakob Stefansson är uppvuxen i Stockholm. Han utexaminerades från Teaterhögskolan i Stockholm  1998. och har bland annat spelat mot Maria Selander i föreställningen Jag Bestämmer! i regi av Lena Stefenson.
Han är son till skådespelarna Ove Stefansson och Lena Nilsson.

## Filmografi
- 1998 – Ivar Kreuger (TV-serie)
- 2001 – Skuggpojkarna (TV)
- 2003 – Skenbart – en film om tåg
- 2004 – Linné och hans apostlar (TV-serie)
- 2010 – Vita Frun (en skröna om jorden, trollen, skogen och kärleken)

## Teater

### Roller (ej komplett)
| År   | Roll                                                            | Produktion                                                                | Regi                | Teater                 |
| ---- | --------------------------------------------------------------- | ------------------------------------------------------------------------- | ------------------- | ---------------------- |
| 1999 | Toby Cole                                                       | Enligt Amy David Hare                                                     | Jonas Cornell       | Stockholms stadsteater |
| 2003 | Kaninen Fisklakejen Rosen Larv i sovsäck Gunghästflugan Ett får | Alice i Underlandet Lewis Carroll, Lucas Svensson och Ole Anders Tandberg | Ole Anders Tandberg | Dramaten               |